# Saint-Ferréol-d’Auroure
Saint-Ferréol-d’Auroure település Franciaországban, Haute-Loire megyében. Lakosainak száma 2457 fő (2022. január 1.). Saint-Ferréol-d’Auroure Firminy, Fraisses, Saint-Paul-en-Cornillon, Aurec-sur-Loire, Pont-Salomon, Saint-Didier-en-Velay és Saint-Just-Malmont községekkel határos.

## Népesség
A település népessége az elmúlt években az alábbi módon változott:
| Lakosok száma | 635  | 1240 | 1775 | 2188 | 2423 | 2438 | 2464 | 2473 | 2468 | 2457 |
|               | 1968 | 1982 | 1990 | 2006 | 2013 | 2015 | 2017 | 2019 | 2020 | 2022 |